# 貴族院 (日本)
貴族院（きぞくいん、英語: House of Peers）は、大日本帝国憲法下の日本において帝国議会を構成した上院。1890年（明治23年）11月29日から1947年（昭和22年）5月3日まで設置されていた。貴院と略称された。両院制（二院制）である帝国議会の一翼を担い、下院にあたる衆議院とは同格の関係にあったが、予算先議権は衆議院が有していた。
貴族院令に基づき皇族議員、華族議員及び勅任議員によって構成され、解散はなく、議員任期は7年の者と終身任期の者があった。全議員が非公選であるが、有識者が勅任により議員となる制度が存在していた。
1947年（昭和22年）5月3日の日本国憲法施行により、華族制度と同時に廃止され、国会の上院として参議院（さんぎいん）が設立された。参議院は解散せず、任期6年の3年毎の半数の改選による通常選挙で、総選挙による衆議院議員の選出と同様、全員公選の議員により構成されることになり、皇族が議員の職に就くことはなくなり、終身任期制・勅任議員職が廃止された。

## 概要

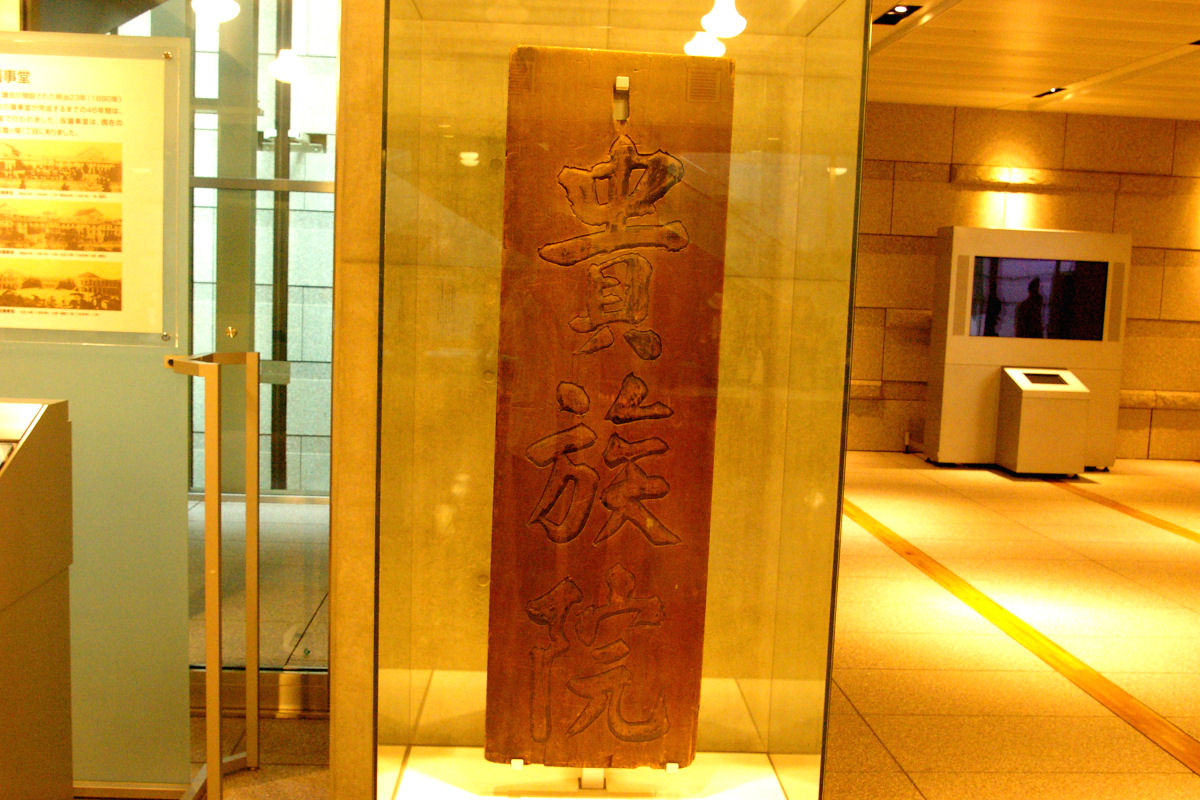
旧貴族院の銘板（参議院収蔵）

議院や議員の権限などについては、議院法、貴族院令（明治22年勅令第11号）や貴族院規則、その他の法令に定められた。
貴族院議員には、皇族議員、華族議員、勅任議員の別がある。皇族議員、華族議員のうち公爵・侯爵議員、勅任議員のうち勅選議員については任期は終身であり、皇族と公侯爵は所定の年齢に達すると自動的に貴族院議員となる（はじめ25歳、後に30歳に改正され、勅許を得て議員辞職や再就任も可能になった）。ただし現役軍人たる皇族議員・公侯爵議員は軍人の政治不関与の原則により実際に議員として議事に参加することはなかった。勅選議員は功績者・学識者の中から内閣の輔弼に基づき天皇によって任じられ、終身議員の中では唯一定数（125名以内）がある。勅選議員は官僚出身者が多かったため、華族議員と比べると実務型で有能な人材が多く、彼らが貴族院の審議をリードすることが多かった。
これに対して、華族議員のうち伯爵・子爵・男爵議員、勅任議員のうち多額納税議員と帝国学士院会員議員は、いずれも任期7年だった。伯子男爵は同爵者間の連記・記名投票選挙による選出である。多額納税議員も互選によって選出される。いずれも定員数があるので欠員が生じた場合は補選が実施される。
なお朝鮮貴族については、朝鮮貴族の爵位で華族議員になることはできなかったが、勅選議員に任じられるのは、もちろん妨げられない。
議員の歳費は議院法に定められた。それぞれ、議長7,500円、副議長4,500円、議員3,000円であった（いずれも1920年（大正9年）の法改正から1947年（昭和22年）の法廃止まで、衆議院も同額）。ただし皇族議員や公侯爵議員など終身議員には歳費は支給されなかった。
1890年（明治23年）開会の第1回通常会から、1946年（昭和21年）開会の第92回通常会まで、議員総数は250名から400名程度で推移した。第92回議会停会当時の議員総数は373名であった。
貴族院は概して非政党主義を取ったため、衆議院の政党政治には厳しく、政府（行政府たる内閣）を窮地に陥れることもあり、独自性を発揮した。戦時下においても貴族院議長も歴任した近衛文麿首相による「新体制運動」の下に解体させられた政党が軍部に迎合していったのに対して総じて冷静であり、絶頂期の東條内閣を帝国議会で批判したのも貴族院であった。

## 議員資格

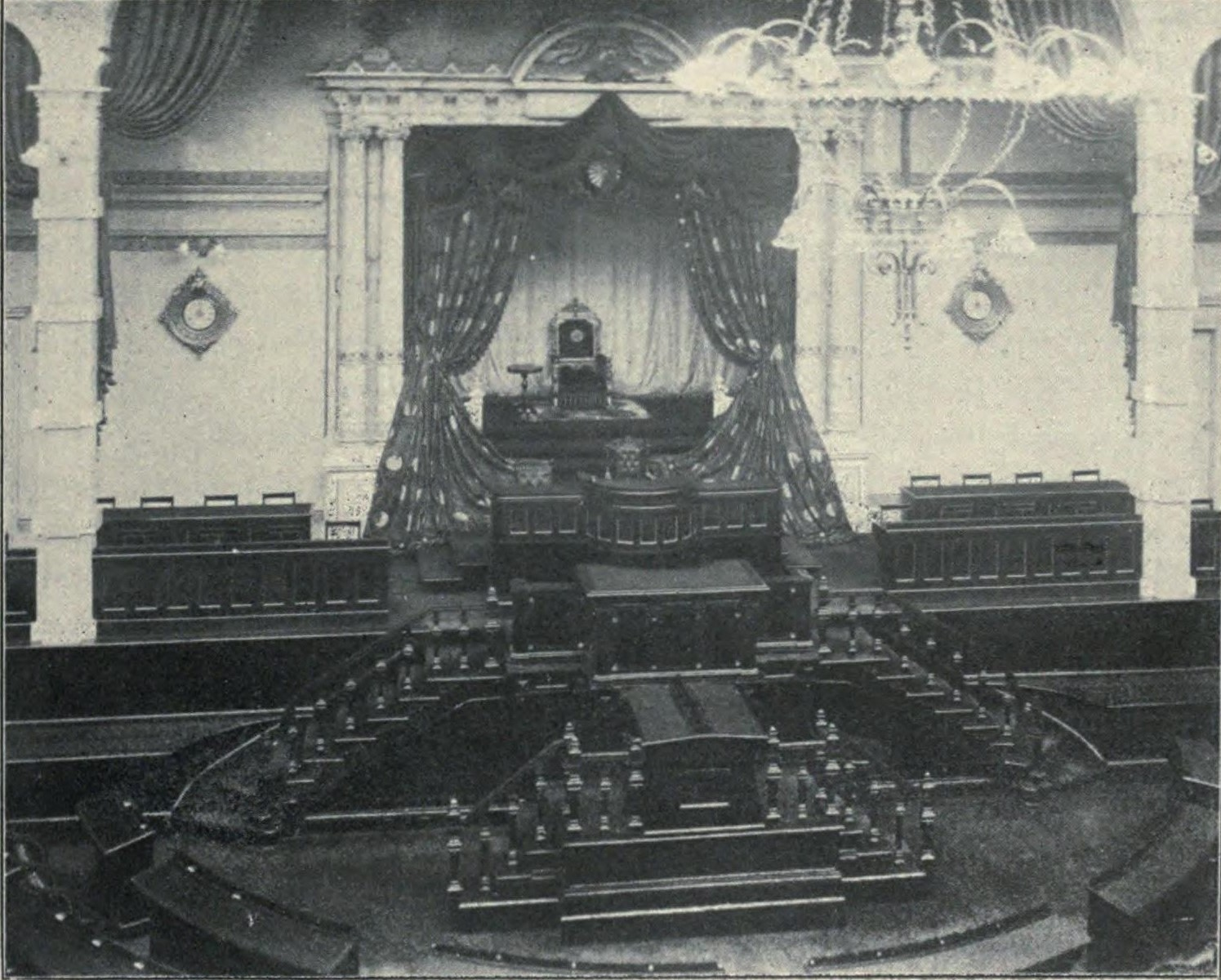
貴族院 玉座

貴族院議員の資格は、皇族男子からなる皇族議員、華族（爵位保持者）からなる華族議員、天皇の任命（勅任）による勅任議員の3種に大別された。厳密には、華族議員の資格数は爵位に基づき公爵議員から男爵議員までの5つあり、勅任議員の資格数は時代の変化に合わせて増減した。
1889年（明治22年）の貴族院発足時は8資格の議員で構成された。その後、1925年（大正14年）に勅任の帝国学士院会員議員が創設されて9資格となり、第二次世界大戦末期の1945年（昭和20年）4月には勅任の朝鮮勅選議員および台湾勅選議員が設けられて最大の11資格となったが、終戦直後の1946年（昭和21年）には在職者が全員辞任して皇族議員が消滅し、朝鮮・台湾両勅選議員の規定も廃止されたことで議員資格数は8つに減少、そのまま1947年（昭和22年）の貴族院廃止を迎えた。

### 皇族議員
満18歳に達した皇太子又は皇太孫と、満20歳に達したその他の皇族男子は自動的に議員となった（貴族院令第2条）。定員は設けられず、歳費も存在しなかった。 
貴族院規則4条で「皇族ノ議席ハ議員ノ首班ニ置キ其ノ席次ハ宮中ノ列次ニ依ル」となっていた。ただし、「皇族が政争に巻き込まれることは適正ではない」という考えから、皇族は議会で催される式典などに参列したり、傍聴することはあっても、貴族院議員として日常的に議会内に出入することはなく、登院するのは極めて稀であった。また、皇族男子は陸海軍の軍人を務めることが常でもあった（皇族軍人）ので、「軍人の政治不関与」の建前からも、出席は適正ではないとされた。ただし、憲政史上で立法府はともかく、行政府である内閣においては、終戦直後の混乱期という特殊な状況下で皇族の東久邇宮稔彦王（皇籍離脱後：東久邇稔彦）が人心安定のために内閣総理大臣に就任した事例はある（歴代日本の首相で最短任期記録）。
第二次世界大戦後の1946年（昭和21年）5月23日、当時在職の皇族議員が全員辞任した後、同年7月3日から10月8日まで賀陽宮治憲王のみがこれを務めたのを最後として貴族院から消滅した。

### 華族議員
華族議員は男性華族から選任された。爵位によって、選任方法、任期その他の定めが異なった。なお、朝鮮貴族は朝鮮貴族令5条により華族と同一の礼遇を受ける者とされており、華族と同じく爵位が存在したが、その爵位によって華族議員になることはできなかった（ただし、個別に勅任議員として貴族院議員に列せられた者はある）。

#### 公爵議員・侯爵議員
満25歳に達した公爵・侯爵は自動的に議員となった（貴族院令第3条）。定員はなく、歳費もなかった。
1925年（大正14年）の貴族院令改正（大正14年勅令第174号）により、年齢が満30歳に引き上げられた。また、勅許を得て辞職すること及びその後勅命により再び議員となることが認められた。
公侯爵議員も現役軍人たる議員は出席しない慣例になっていた。

#### 伯爵議員・子爵議員・男爵議員
満25歳に達した伯爵・子爵・男爵に叙されている者の同じ爵位の華族による互選で選ばれた（貴族院令第4条第1項）。任期は7年。互選の方法などについては貴族院伯子男爵議員選挙規則（明治22年勅令第78号）に定められた。選挙は完全連記制であった。また、委託投票も可能だった。また、「投票ハ被選人ノ爵姓名ヲ列記シ次ニ自己ノ爵姓名ヲ記載スヘシ」と記名投票であった。選挙は同爵者間の自治に委ねられており、費用も自己負担した。
1890年（明治23年）7月10日、第1回貴族院伯子男爵議員互選選挙が行われた。貴族院令第4条第2項により、伯爵20人以内、子爵と男爵は各73人以内とされ、各爵の議員の定数は各爵位を有する者の総数の5分の1を超えない範囲とされた（第1回帝国議会において伯爵14名、子爵70名、男爵20名。第21回帝国議会において伯爵17名、子爵70名、男爵56名）。
1905年（明治38年）の貴族院令改正（明治38年勅令第58号）により、伯子男爵議員を通して定数143名とし、各爵位を有する者の総数に比例して配分することとなった。これは、日清戦争・日露戦争を経て、華族（戦功華族・新華族）の数が急増したことによる議員数の増加を抑えるための措置である。
1909年（明治42年）の貴族院令改正（明治42年勅令第92号）により、伯爵17名、子爵70名、男爵63名とされた。
1918年（大正7年）の貴族院令改正（大正7年勅令第22号）により、伯爵20名、子爵73名、男爵73名と増員された。
1925年（大正14年）の貴族院令改正（大正14年勅令第174号）により、年齢は満30歳に引き上げられ、定数は150名（伯爵18名、子爵66名、男爵66名）とされた。以後、貴族院廃止まで定数変更はない。
なお、伯爵議員・子爵議員・男爵議員として互選された議員が陞爵（爵位の昇進）した場合、その地位が保たれるかどうかについては初期の議会において資格訴訟に発展し、爵位の変動があった場合は前の互選による地位は失われることが確定した。伯爵議員が侯爵になれば互選によることなく貴族院議員となることから、問題になったのは子爵議員・男爵議員であり、具体的な例としては、子爵議員であった島津忠亮（旧佐土原藩主島津家当主）が、1891年（明治24年）4月23日に父・忠寛が幕末王事に功があったとして伯爵に陞爵した際、資格審査の申し立てがあり、資格消滅とされた事件がある。
伯爵・子爵・男爵議員は同爵の者による互選とはいえ、選挙がある以上選挙運動もまた存在した。こうした中、1892年（明治25年）発足した「尚友会」は、有爵者・貴族院議員の親睦会を謳っていたが、実質は研究会の選挙運動団体だった。完全連記制であるため、細かい票の割り振りは必要なく、また第一勢力が圧倒的多数を占めることのできる多数代表制であった。そのため、いち早く選挙運動団体を組織した尚友会は、協力した第2次桂内閣の後押しもあって、やがて伯爵・子爵・男爵議員の大半を牛耳る存在になった。

##### 伯子男爵議員選挙一覧
| 第1回伯子男爵議員選挙 | 1890年（明治23年）7月10日投票 |
| 第2回伯子男爵議員選挙 | 1897年（明治30年）7月10日投票 |
| 第3回伯子男爵議員選挙 | 1904年（明治37年）7月10日投票 |
| 第4回伯子男爵議員選挙 | 1911年（明治44年）7月10日投票 |
| 第5回伯子男爵議員選挙 | 1918年（大正7年）7月10日投票  |
| 第6回伯子男爵議員選挙 | 1925年（大正14年）7月10日投票 |
| 第7回伯子男爵議員選挙 | 1932年（昭和7年）7月10日投票  |
| 第8回伯子男爵議員選挙 | 1939年（昭和14年）7月10日投票 |

第9回伯子男爵議員選挙は、本来ならば1946年（昭和21年）7月10日に投票が実施されるはずだった。しかし同年5月に召集された第90回帝国議会ですでに日本国憲法の審議が始まっており、この時点で貴族院はせいぜい向う1年以内に廃止となることは確定されていた。そのため敢えてこの第9回選挙は実施せず、現職の伯子男爵議員の任期を延長することで対応することになった。そこで先ず「昭和21年7月勅令351号」でこれらの議員の任期を7ヶ月延長して翌1947年（昭和22年）2月10日までとし、さらに「昭和21年12月勅令612号」でこれを3ヶ月弱再延長して日本国憲法施行日の前日である1947年（昭和22年）5月2日までとした。
同時期に多額納税者議員と帝国学士院会員議員に対しても同様の任期延長措置がとられている。

### 勅任議員

#### 勅選議員
国家に勲労ある、または学識ある30歳以上の男子の中から、内閣の輔弼により勅任された（貴族院令第5条）。勅選議員は終身任期だった（貴族院令第5条）。
1890年（明治23年）の帝国議会創設時には61名が選出された（元老院議官27名、各省官吏10名、民間人9名、帝国大学代表6名、宮中顧問官6名、内閣法制局3名）。
新しい勅選議員は実質的にその時々の内閣が独自の判断にもとづいて選任したが、多くの場合は退陣の決まった内閣がその最後の数日間に候補者を奏薦して勅任を仰いだ。1926年（昭和元年）から1947年（昭和22年）までに勅選議員に勅任された者は170名を数えるが、直前の肩書きの内訳は官僚39％、財界人25％、大臣16％、代議士8％、大学教授4％、軍人3％となっている。官僚出身者が多かったため、華族議員と比べると実務型で有能な人材が多く、彼らが貴族院をリードすることが多かった。
1905年（明治38年）以後は勅選議員の定員が125名以内に固定された。また当初は勅選議員と多額納税者議員の総数は華族議員の総数以下と定められていた（貴族院令第7条）。この規定は1925年（大正14年）に廃止されたものの、華族議員の総数が非華族議員の総数を下回ることは結局その後もなかった。

#### 帝国学士院会員議員
1925年（大正14年）に新設された。帝国学士院会員で30歳以上の男子から互選の上で勅任された。任期は7年。定員は4名（帝国学士院は、分野ごとに2部に分けられたため、各部ごとに2名ずつ選出された）。互選の方法その他は貴族院帝国学士院会員議員互選規則（大正14年勅令第233号）に定められた。「投票用紙ニハ選挙人ノ氏名ヲ記載スルコトヲ得ス」と無記名投票であった。

#### 多額納税者議員
土地あるいは工業・商業につき多額の直接国税を納める30歳以上の者の中から互選の上で勅任された（貴族院令第6条）。任期は7年。互選の方法その他は、貴族院多額納税者議員互選規則（大正14年勅令第234号）に定められた。貴族院令第六条ノ議員選挙ニ付衆議院議員選挙法中罰則ノ規定準用ニ関スル法律（大正14年法律第48号）により、多額納税者議員については衆議院議員選挙法の罰則規定が準用された。
当初は各府県ごとに直接国税納付者15名より1名が互選され、北海道庁と沖縄県は対象外とされたので定員は45名であった。1918年（大正7年）に北海道・沖縄からも選出されることになり、1925年（大正14年）には庁府県ごとに多額納付者100名につき1名または200名につき2名に改められて定員は66人以内となった。当初は記名投票だったが、1925年（大正14年）に秘密投票に改められた。また、単記投票制だった。
1944年（昭和19年）には樺太庁からも1名選出されることになり、定員67人以内と改められたが、敗戦による樺太喪失によって一度も選出は行われなかった。1946年（昭和21年）6月の貴族院令の一部を改正する勅令案が可決されたことで、樺太出身の多額納税者議員の根拠法は無くなった（一方で沖縄の実効支配を喪失したとはいえ、沖縄県出身の多額納税者議員の根拠法は貴族院廃止の1947年（昭和22年）5月まで維持された）。
彼らの政治活動は微弱だったが、金持ち議員として批判に晒されやすかった。

#### 朝鮮勅選議員・台湾勅選議員
外地の朝鮮または台湾に在住する満30歳以上の男子にして名望ある者より特に勅任された。任期は7年。定員は両方合わせて10名以内。
1945年（昭和20年）4月に創設されたが、戦争末期のためほとんど機能しなかった。翌1946年（昭和21年）5月16日に召集された第90回帝国議会（臨時会）が6月20日に開会され、名簿上は9人の外地議員（朝鮮人議員6人・台湾人議員3人）が確認されている。6月25日に政府が朝鮮・台湾からの勅任議員に関する規定を削除する貴族院令改正勅令案を貴族院に提出し、6月29日に本会議で勅令案は可決され、7月9日の本会議で9人の外地議員の資格が7月4日付けで消滅したことが議長から報告された。
| 朝鮮勅選議員 | 宋鍾憲（野田鍾憲／伯爵） | 李埼鎔（子爵）       | 尹致昊（伊東致昊） | 金明濬（金田明） |
| 朝鮮勅選議員 | 韓相龍                   | 朴相駿（朴澤相駿）   | 朴重陽（朴忠重陽） |                  |
| 台湾勅選議員 | 許丙                     | 簡朗山（緑野竹二郎） | 林献堂             |                  |

## 歴史

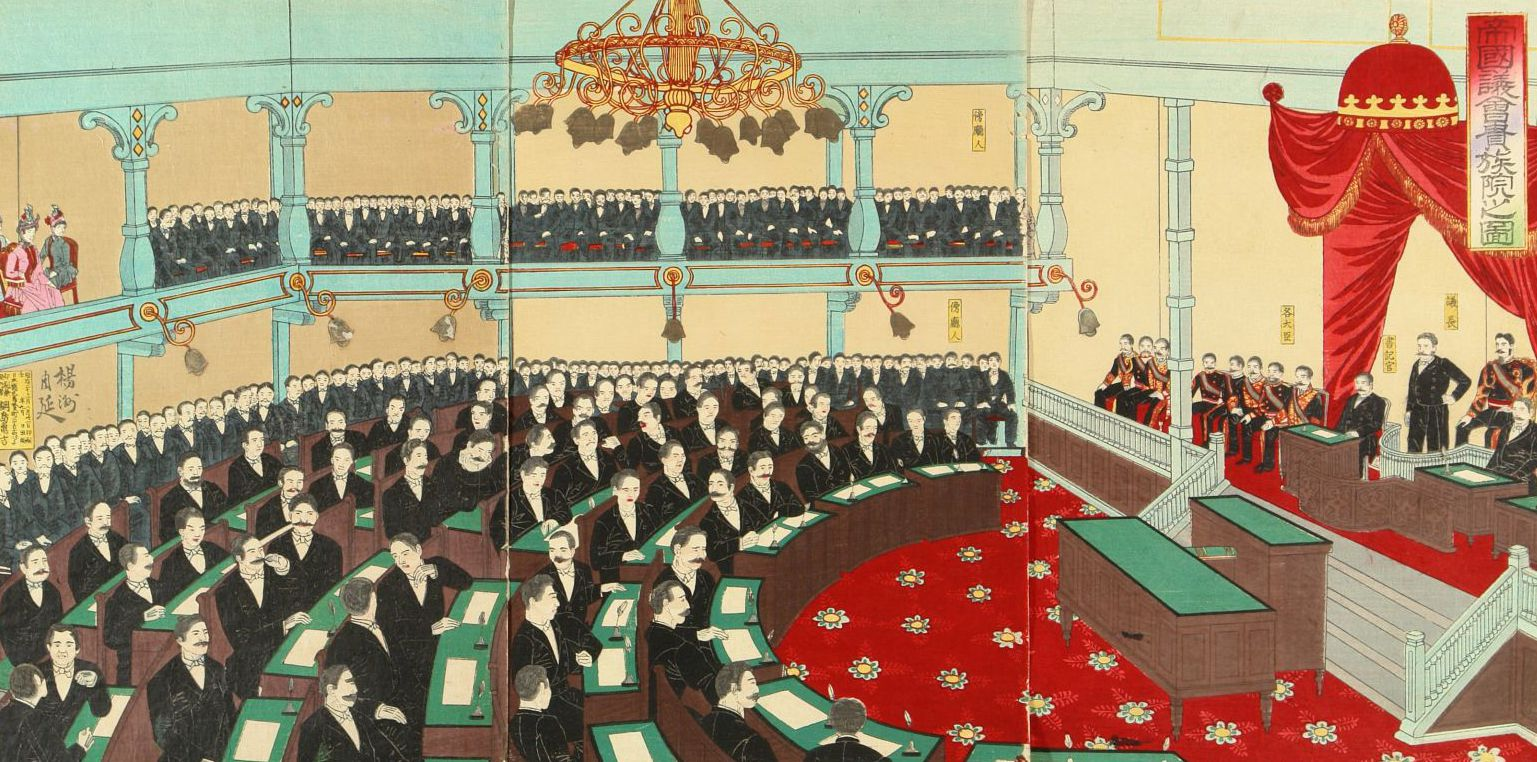
貴族院と明治天皇（1890年（明治23年））

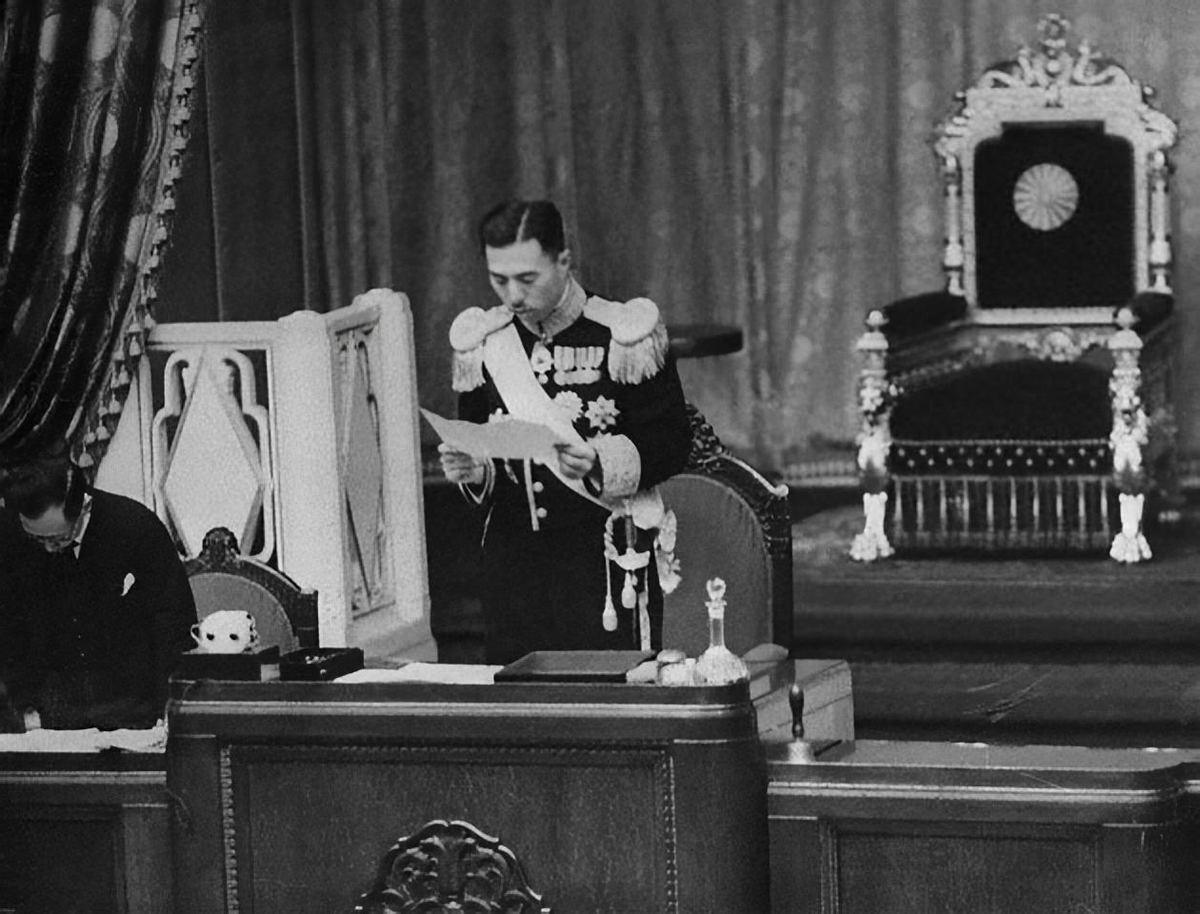
1936年（昭和11年）、貴族院本会議にて貴族院議長近衛文麿が勅語奉答文を朗読

伊藤博文は天皇を中心とした君主制を維持するためにも、天皇を補佐する世襲貴族（華族）の必要性があると認識していた。したがって、選挙による選出である衆議院とは対照的に、貴族院は世襲貴族をその中心に据えた。河野敏鎌は議員の地位を世襲とせず、華族による互選を主張したが、伊藤は「今世襲議員を貴族院より除くは取も直さず世襲貴族を廃するに同じ」と拒絶した。ただし、伯爵以下の貴族は数が多く、全員を議員にすることはできなかったため、同じ爵位の華族による互選となった。
貴族院規則は、草案の段階では議長が決めた議事日程の変更について議員が動議を提起する権利を認めていたが、お雇い外国人の英国人法学者ピゴットが伊藤博文にした意見などにより、同権利は削除された。
貴族院関係法令の起草は金子堅太郎が担当した。金子は、当初、「元老院」と仮称していたが、伊藤博文は外国の元老院は選挙による選出だから今回の議院とは性質が異なると否定し、その結果「貴族院」に決定した。これは貴族中心の議院であることを積極的に表現し、皇室の藩屏として純粋な君主主義の立場を取り、民主主義に対抗する役割を期待されていた。また、当初の伊藤は政党内閣は事実上主権（国体）が天皇から政党に移るから認められないと考えていた。そこで、貴族院は衆議院の政党勢力と対抗する存在と位置付けられた。
第二次世界大戦が開始される前の昭和初期にも婦人参政権の導入、労働組合の容認、帝国大学の増設などの法案が議会に提出され、衆議院では可決されているが、こうした「進歩的内容」の法案は貴族院が否決することがしばしばあった。同様に普通選挙法も否決される可能性があったが、こちらは治安維持法とのセットにする事により可決した。
貴族院は保守的であるが、内閣に対してもある程度の自立性を持ち、衆議院とその地位を競った結果、政権を幾度となく窮地に陥れてもいる。政権が政党に妥協した時には反政党の立場から政権と対立することもあった。1900年（明治33年）、伊藤の増税案に対して、貴族院は政友会の党利党略を理由にこれを否決した。手を焼いた伊藤は明治天皇に貴族院が法案成立に協力するよう求める勅語を出させ、従わせたことがある（貴族院はその性質上、勅語には従わざるを得ない）。
大正デモクラシーの時代には政治運営において衆議院がある程度の力を持ち、貴族院の威信は相対的にではあるが低下した。貴族院は枢密院とともにしばしば批判にさらされ、その改革案が常に論点となっていた。
1925年（大正14年）9月18日、改修中の貴族院庁舎から出火。軒続きの衆議院にも延焼した。焼失した議事堂の図面は大蔵省に保管されていたことから、無傷であった基礎部分の上に同規模の議事堂を立てることが同年 9月19日までに決定。同年中に工事は完成した。
第二次世界大戦後、日本国憲法の審議にも参加した。最末期には公職追放により貴族院でも多数の議員が追放されており（戦犯となったり爵位を返上したりした議員もいた）、華族議員は補充されたものの、院の廃止を控えて影響力は低下し、審議では主に学識者を中心とした勅任議員が存在感を見せた。
自らの存在を否定することになる日本国憲法の審議では、下手に否決して天皇制廃止をGHQに持ち出される事態を恐れたため、次善の策として消極的な賛成論が大勢を占めた。なお、天皇の権限を強める修正案が出され、GHQへの根回しも済ませていたともいわれたが、修正案は否決された。
研究会所属の多額納税議員である秋田三一は1946年（昭和21年）8月30日の貴族院本会議で、過去に政府攻撃を行ったのは第4次伊藤内閣（伊藤博文首相）の増税案反対、シーメンス事件の発覚に伴う第1次山本内閣（山本権兵衛内閣）弾劾、田中義一内閣（田中義一首相）における水野文相優諚問題批判など数度に留まると貴族院の活動を統括している。
貴族院は、日本国憲法施行を控えた1947年（昭和22年）3月31日の第92回帝国議会本会議の最後に、徳川家正議長の以下の言葉をもって締めくくられ、その活動を全て終えた。
そして同年5月3日、大日本帝国憲法の改正による日本国憲法の施行により、貴族院と華族制度は正式に廃止された。貴族院の議場は、新設された参議院が受け継いだ。貴族院議員経験者の多数は、日本国憲法への賛成はあくまで「占領下の便宜的な態度である」として、のちに自主憲法制定論者となっていった。

## 院内会派
貴族院は「衆議院における政党政治の防波堤」となり、「国権主義の保持に寄与する」という建前上、院内に政党勢力を作ることはなく、政党に参加した議員は不文律として貴族院議員を辞職することになっていた。したがって、公式には貴族院議員はほとんどが無所属である（政党の党籍を有したまま、貴族院では無所属として活動した例はあり、加藤高明ら政党内閣の首班になった者もいる）。ただし、議会活動の上での親睦や情報交換を目的とする院内会派は設置された。
大正末年から昭和初期にかけての政党政治の成熟期には、これらの会派の一部が衆議院における政党と結び、政党色を強めることもあった。もっとも、貴族院議員の性質上、再選を目指す必要がない議員も多く、大半の場合、院内会派の拘束力は弱かった。具体的には、大半の会派において、不偏不党と「一人一党」主義を謳い、党議拘束を行わなかった。そのため、衆議院における政党とは明らかな差異が認められる。
第1回から第42回までの帝国議会まで貴族院各会派は所属議員を明らかにしなかったため、構成については明らかにすることは出来ない。
以下、主な院内会派一覧。
| 貴族院 院内会派 | 備考 |
| --------------- | --- |
| 火曜会          | 公爵議員と侯爵議員による会派。少数派だったが、終身議員のみで構成されているのが強みで、一枚岩の安定した影響力を保持した。徳川家達（第4代議長）、近衛文麿（第5代議長）、徳川圀順（第7代議長）、徳川家正（第8代議長）なども所属したが、慣例として議長在任時は無会派となった。 |
| 研究会          | 長らく貴族院院内会派として最大勢力であった。1890年（明治23年）に子爵議員の政務研究会として創設された。会は選挙で選出された常務委員9人により指導され、会員の議員はその決定に従う投票行動を強く要求された。また会員外の議員が提出した法案への賛成も会の許可を得なければならないとされていた。そのため強力な団結力を誇り、政府にその存在を印象付けた。ただし1927年（昭和2年）に決議拘束主義を緩める新規則が制定された後は、団結力が弱まり、会内の民政系と中立派が独自に行動するようになった。子爵議員の選挙母体として尚友会を有した。 |
| 公正会          | 1919年（大正8年）に男爵議員を中心に結成。 |
| 茶話会          | 平田東助らが中心となって結成した官僚系勅選議員の会派。山縣有朋の系統につながる議員を結集し、貴族院における官僚派・反政党主義の牙城となった。 |
| 交友倶楽部      | 原敬らの画策により結成された官僚系勅選議員の会派。伊藤博文や西園寺公望の系統につながる、政党政治に理解のある議員を結集し、実質的に貴族院における政友会の別働隊となった。 |
| 同成会          | 土曜会の後継会派で官僚系勅選議員が中心となった。親民政党議員が多く、貴族院における民政党の別働隊として活動した。 |
| 三曜会          | 貴族院議長の近衛篤麿も所属した。 |
| 同和会          | 茶話会の後継会派で旧茶話会と無所属議員を中心として結成された。反研究会・反政友会色が近く、同成会とともに貴族院における民政党の別働隊として活動した。 |
| 無所属倶楽部    | 1941年（昭和16年）4月30日に発足。広田弘毅や後藤文夫といった勅選議員が中心となって結成。後に東郷茂徳や小林一三なども加入している。 |

1920年（大正9年）7月における各会派の所属者数は次のとおり。
| 研究会     | 143 |
| 公正会     | 65  |
| 茶話会     | 48  |
| 交友倶楽部 | 44  |
| 同成会     | 30  |
| 無会派     | 67  |
| 計         | 397 |

1940年（昭和15年）に新体制運動により衆議院の既成政党が解消され無党派時代をむかえた。更に10月に公事結社として大政翼賛会が結成されると、貴族院でも会派存続が問題となった。しかし院内会派は政党ではないことを根拠に解消されることなく、貴族院の会派は憲法改正による貴族院の廃止まで存続した。大政翼賛会への参加は任意となったため、当時の二大会派である研究会と公正会からは多くの参加が見られたものの、同成会などでは2割ほどの参加に留まった。その後、1940年（昭和15年）5月20日に結成された翼賛政治会への参加状況は、衆議院議員が95%以上だったのに対して、貴族院議員は8割ほどだった。
1947年（昭和22年）3月、最後の帝国議会終了時における各会派の所属者数は次のとおり。
| 研究会       | 142 |
| 公正会       | 64  |
| 交友倶楽部   | 41* |
| 同成会       | 33  |
| 火曜会       | 32  |
| 同和会       | 30  |
| 無所属倶楽部 | 22  |
| 無会派       | 8   |
| 計           | 373 |

（*ただし4月に交友倶楽部所属議員1名が死去）
貴族院に替わって上院の役割を担い第二次世界大戦後の国会を構成した参議院には、終身任期ではなく6年任期の公選による議員で構成されることになり、当初旧貴族院議員の多数が転身して立候補し当選しているが、彼らはやはり「不偏不党を謳った院内会派」である『緑風会』を構成、一時は参議院最大会派として国政に大きな影響力を持った。しかしやがて所属議員の多数は、55年体制の下で政権与党として戦後日本の政治を担っていた自由民主党などの保守政党に吸収されていった。

## 内閣総理大臣を輩出
大日本帝国憲法には行政府の長たる内閣総理大臣に関する規定がなく、総理が衆議院議員あるいは貴族院議員である必要はなかった。
旧憲法下の総理は33名を数えるが、このうち現職の衆議院議員として総理になったのは原敬・濱口雄幸・犬養毅の3名に留まっている。
一方、現職の貴族院議員として総理になった者は次の14名を数える。
| 内閣総理大臣             | 爵位      | 議員類別          | 選任 | 任期 | 備考 |
| ------------------------ | --------- | ----------------- | ---- | ---- | --- |
| 伊藤博文（二・三・四次） | 侯爵      | 侯爵議員          | 自動 | 終身 | 伊藤は第二次内閣で総理在任中に伯爵から侯爵に陞爵し、自動的に侯爵議員となった                             |
| 山縣有朋（二次）         | 侯爵      | 侯爵議員          | 自動 | 終身 | |
| 松方正義（一・二次）     | 伯爵      | 伯爵議員          | 互選 | 7年  | 松方は第一回伯爵議員選挙で当選して1期7年を務めたが、ちょうどその期間内に総理を2度務めている              |
| 大隈重信（二次）         | 侯爵      | 侯爵議員          | 自動 | 終身 | 大隈は第二次内閣で総理在任中に伯爵から侯爵に陞爵し、自動的に侯爵議員となった                             |
| 桂太郎（二・三次）       | 侯爵→公爵 | 侯爵議員→公爵議員 | 自動 | 終身 | 桂は第二次内閣で総理在任中に侯爵から公爵に陞爵している                                                   |
| 西園寺公望（一・二次）   | 侯爵      | 侯爵議員          | 自動 | 終身 | |
| 高橋是清                 | 子爵      | 勅選議員          | 勅任 | 終身 | 高橋は退陣後に爵位を嫡男に襲爵させた上で、亡き原敬の衆院選の選挙区から出馬して当選している               |
| 加藤高明                 | 子爵      | 勅選議員          | 勅任 | 終身 | ちなみに加藤は勅選議員に勅任される12年ほど前に衆議院議員を2期1年半務めている                             |
| 若槻禮次郎（一・二次）   | →男爵     | 勅選議員          | 勅任 | 終身 | 若槻は第一次内閣の時は無爵の勅選議員だったが、第二次内閣が発足する3日前に男爵が叙爵されている            |
| 田中義一                 | 男爵      | 勅選議員          | 勅任 | 終身 | |
| 近衛文麿（一・二・三次） | 公爵      | 公爵議員          | 自動 | 終身 | |
| 東久邇宮稔彦王           | 王        | 皇族議員          | 自動 | 終身 | |
| 幣原喜重郎               | 男爵      | 勅選議員          | 勅任 | 終身 | 幣原は総理退陣後に日本国憲法下で初の衆院選に出馬して当選している                                         |
| 吉田茂（一次）           |           | 勅選議員          | 勅任 | 終身 | 吉田は第一次内閣で総理在任中に貴族院の廃止を控え、日本国憲法下で行われた初の衆院選に出馬して当選している |

一口に現職の貴族院議員の総理といっても、前半は元老元勲級の公侯爵議員、後半は高級官僚出身の勅選議員と、その背景は全く異なることが見て取れる。またそうした中にあって、近衛文麿と東久邇宮の存在がいかに突出して特異なものであったかがここでも確認することができる。
彼らはほぼ全員が終身任期の議員だが、唯一松方正義が伯爵互選で任期7年の貴族院議員在任中に2度の内閣を組織しているのは興味深い。実はこの第一回伯爵議員選挙では伊藤博文も当選していたのだが、わずか1年あまりで議員辞職している。そもそも彼が伯爵議員になったのは、帝国議会の開設にあたり波乱含みの第一議会が万事滞りなく運営されるよう、自らが初代貴族院議長として乗り込み目を光らせる必要に駆られたためであり、その第一議会が無事に閉会すると、伊藤は議長と共に議員の方もさっさと辞めて次の仕事に取り掛かっている。
東久邇宮稔彦王は形式上は終身任期の皇族議員だが、皇族は政治に関与すべからずの慣例と、現役の軍人は議会に立ち入らずの慣例から、彼に貴族院議員としての活動は一切なかった。貴族院議場内に立ち入ったのも総理となってから第八十八帝国議会（1945年9月4日召集、会期2日）で施政方針演説を行った時が唯一のものとなっている。

## 議事録
貴族院の本会議では第1回から速記録の「貴族院議事速記録」、要領筆記の「貴族院議事録」が作成された。公式記録は議長が署名を行う議事録とされ速記録に優先して扱われた。
委員会でも本会議と同じく「貴族院委員会議事速記録」と「貴族院委員会議事録」が作成された。